# Baldo Baldi
Baldo Baldi (n. 19 februarie 1888, Livorno, Italia – d. 21 decembrie 1961, Livorno, Italia) a fost un scrimer ce a reprezentat Italia, medaliat olimpic. A participat la o ediție a Jocurilor Olimpice (1920) în care a câștigat două medalii de aur.